# Catoblemma melanocephala
Catoblemma melanocephala är en fjärilsart som beskrevs av Alfred Ernest Wileman och Reginald James West 1929.
Catoblemma melanocephala ingår i släktet Catoblemma och familjen nattflyn. Inga underarter finns listade i Catalogue of Life.